# BM-30「龍捲風」火箭炮
BM-30「龍捲風」火箭炮（羅馬化：BM-30 'Smerch'）是前苏联开发的一款自走多管火箭炮，GRAU制式代號為9K58，發射車最初命名為9A52，或稱BM-30，1989年服役。

## 簡介
BM-30研製起於1976年12月16日，由俄聯邦儀器設計局主導研製，1983年美軍間諜衛星首度拍攝到9A52多管火箭炮車，在冷戰時代西方賦予其代號M1983。1987年，換用MAZ-543M載重車作為火箭砲底盤的9A52-2開始撥交蘇聯陸軍，替換原先使用MAZ-79111底盤的9K52戰術火箭。
多管火箭發射器由MAZ-543M八輪承載車搭載，內建射擊指揮電腦，可獨立實施射擊任務；口徑300公厘的火箭發射管有多型彈藥可供選配，包括普通火箭、子母彈頭、反戰車地雷、甚至有專門設計的無人偵查機型火箭。
据美国媒体报道，俄军于2015年9月向叙利亚部署了4部该型火箭炮。

## 弹药型号
- 9M55K - 集束弹药，杀伤人员
- 9M55K1 - 集束弹药，自导反坦克
- 9M55K4 - 集束弹药，反坦克地雷
- 9M55K5 - HEAT / HE碎片化。
- 9M55F - 高爆碎片
- 9M55C - 温压弹
- 9M528 - 高爆碎片
- 9M534 - 侦查炮弹
- 9M544 - 9M544导弹是9M54导弹系列的一部分，装载有高爆破片装药的卫星制导弹头。9M54导弹重约820公斤，弹头重约250公斤。最小射程为40公里，最大射程为120公里，2020年测试的9M544导弹射程甚至达到了200公里。[3]

## 总体特征
- 载具: MAZ-543M 或 MAZ-79111卡车
- 就位时间： 3 分钟
- 转场时间： 2 分钟
- 齐射速率: 38 秒内12 发
- 再装填时间: 20 分钟

## 衍生型
- 9A52-2「龍捲風」：9A52改良版，外觀上車頭正面三個散熱孔位置改變為上方兩個散熱孔。
- 9A54「龍捲風S」：在9A52-2基礎上在發射控制室上增加天線，並可以發射9M544增程精确卫星制导火箭炮和炮射巡航導弹

## 使用国
- 阿尔及利亚 - 50[4]
- 亞美尼亞 - 6
- - 40[5]
- 白俄羅斯 - 48 [6]
- 中國
- 印度
- 伊拉克[4]
- 科威特 - 27
- 摩洛哥 - 36[7][8]
- 巴基斯坦 - 36 [9]
- 俄羅斯 - 106.[10]
- 叙利亚
- - 6 [11]
- 阿联酋
- 委內瑞拉 [12]

## 参与战争
- 叙利亚内战
- 俄乌战争

## 战果
2024年3月5日，推特帳號@KrukuOne發布一則影片，首次目視確認了烏克蘭軍隊損失的HIMARS導彈系統（至少兩套受損），而這次破壞是由俄羅斯龍捲風-S 多管火箭發射器造成的。